# Майк Хаггар
Майкл Дункан «Майк» Хаггар (англ. Mike Haggar) — вымышленный герой серии видеоигр Final Fight от японской компании Capcom. Впервые появляется в одноимённой аркадной видеоигре 1989 года и становится одним из ключевых персонажей серии.

## Биография
Хаггар — один из трёх вигилантов оригинальной игры Final Fight. Шотландец американского происхождения, Хаггар долгое время успешно занимался профессиональным реслингом (согласно серии игр Slam Masters, хотя события этой игры разворачиваются уже после оригинальной игры); уровень его популярности и харизма позволили ему получить пост мэра города Метро-Сити, терзаемого группировкой Mad Gear («Безумный Механизм»). Предвыборная кампания Хаггара включала в себя обещание покончить с преступностью и коррупцией (в которой погряз город) раз и навсегда. Не сумев наладить контакт с мэром при помощи подкупа, Mad Gear пытается принудить его к сотрудничеству, похитив его дочь Джессику. Проигнорировав предупреждения, при поддержке Коди, парня Джессики, и своего друга Гая, Хаггар выходит на улицы города, чтобы спасти свою дочь и очистить город от преступности, что ему и удаётся сделать.
В Final Fight 2 он бьётся с возрождённой Mad Gear, помогая Гаю спасти его невесту и сэнсэя, а в Final Fight 3 — против новой банды, под названием Skull Cross. В Final Fight: Streetwise Хаггар не является мэром, но владеет фирмой по ремонту судов «Mike’s Maritime Maintenance», а также держит собственный тренажёрный зал «Mike’s Mat and Muscle».
Майк Хаггар — единственный доступный для игры персонаж, появляющийся во всех играх серии Final Fight.

## Внешний вид
В оригинальной Final Fight Хаггар носит брюки оливкового цвета с коричневой подтяжкой через правое плечо и коричневые ботинки; торс Хаггара обнажён. Он имеет короткую стрижку и усы. Этот образ с небольшими вариациями сохранится за ним и в последующих играх.

## Отзывы критиков
Называемый критиками звездой серии «Final Fight», Майк Хаггар считается одним из наиболее каноничных и незабываемых персонажей в истории игр. Журнал Gamest поставил Хаггара на вершину рейтинга лучших персонажей видеоигр в 1990 году и на 45-е место — в 1993 году. В 2006 году журнал Retro Gamer назвал его одним из героев эпохи классических видеоигр. В 2009 году журнал GamesTM включил персонажа в свой «Зал славы», отмечая его многослойность (отец, мэр-трудоголик, бывший реслер), придающую ему человечные черты и запоминаемость; было отмечено, что без Хаггара серия Final Fight не была бы столь заметна.
Nintendo Power отметила Хаггара в числе обладателей лучших усов.

## Дополнительные факты
- Имеет поразительное внешнее сходство с бойцом смешанных единоборств Доном Фраем. В 2018 году Фрай сыграл Хаггара в короткометражном фильме «Broken Gear: A Final Fight»[13].
- Историю Хаггара (профессиональный реслинг, затем — руководящая должность) частично воплотил в жизнь американский реслер Джесси «The Body» Вентура, став в 1991 году мэром Бруклин-Парка, а в 1999 — губернатором штата Миннесота[14].
- Персонаж Майка Хаггара — вплоть до фирменных приёмов, — имеет сильное сходство с Зангиевым, персонажем серии игр Street Fighter. Вероятно, именно по этой причине Хаггар (в отличие от многих персонажей Final Fight) так и не дебютировал в Street Fighter в качестве играбельного персонажа; тем не менее, в игре Street Fighter IV он появляется на одной из арен, а его костюм является одним из альтернативных костюмов для Зангиева[3]. Считается, что Зангиев, будучи однажды на выступлении Хаггара, был впечатлён его «Spinning Lariat» и решил включить его в свой арсенал; Хаггар, в свою очередь, позаимствовал у него «Spinning Piledriver».